# Enocomia
Enocomia is een geslacht van halfvleugeligen uit de familie Aphrophoridae. De wetenschappelijke naam van dit geslacht is voor het eerst geldig gepubliceerd in 1919 door Ball.

## Soorten
Het geslacht Enocomia omvat de volgende soorten:
- Enocomia ampliata Ball, 1919
- Enocomia maestralis Metcalf & Bruner, 1925
- Enocomia ovata Ball, 1919